# Etrema nassoides
Etrema nassoides é uma espécie de gastrópode do gênero Etrema, pertencente à família Clathurellidae.